# 下泉駅
下泉駅（しもいずみえき）は、静岡県榛原郡川根本町下泉にある、大井川鐵道大井川本線の駅である。2011年（平成23年）10月1日 に「かわね路号」の停車が取り止めとなったが、2012年（平成24年）9月1日ダイヤ改正で下りかわね路1号のみ再び停車するようになった。

## 歴史
- 1931年（昭和6年）2月1日：開業。
- 2010年（平成22年）5月1日：無人化。
- 2022年（令和4年）9月24日：台風15号による土砂災害のため休止[1]。

## 駅構造
島式ホーム1面2線をもつ地上駅。木造駅舎を有する。列車同士のすれ違いが可能であり、側線がある。なお、駅員は配置されていない。

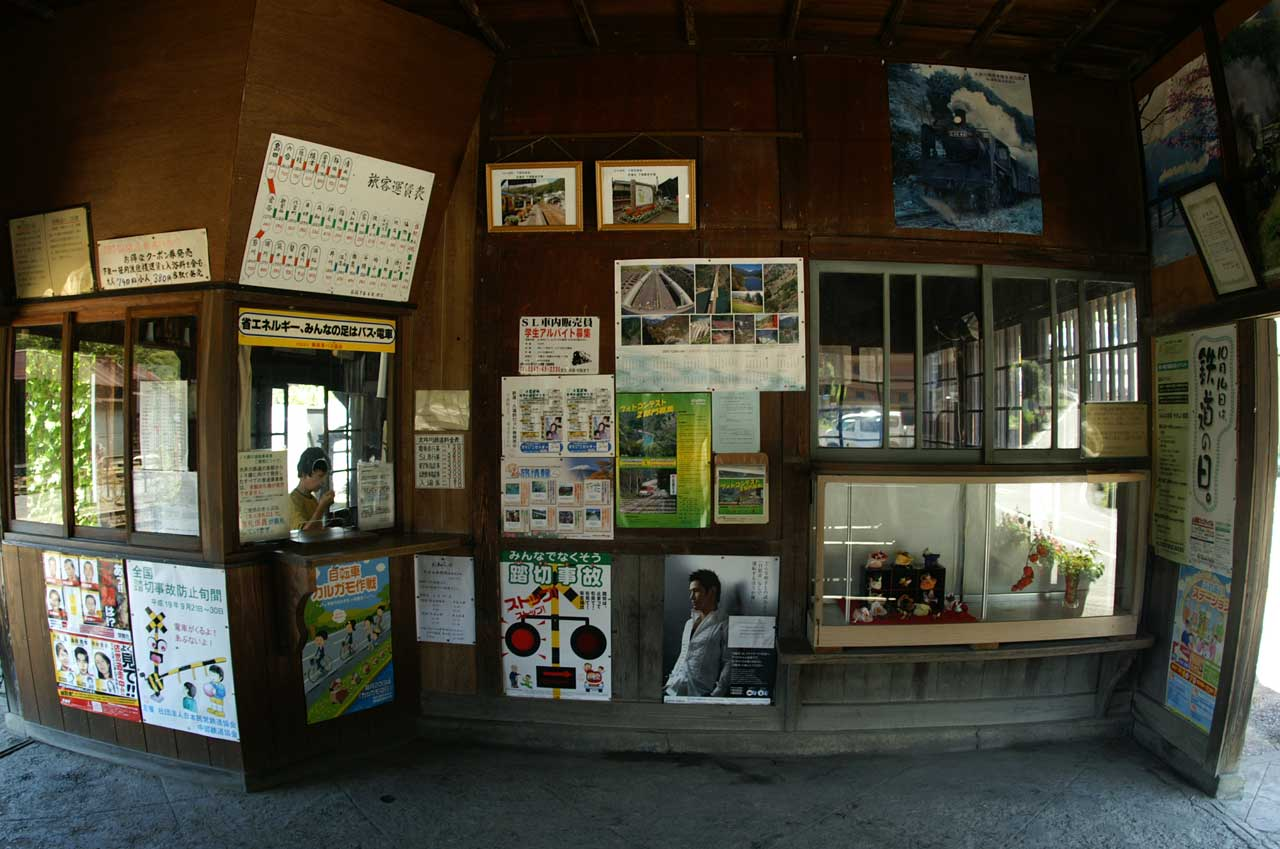
駅舎内部
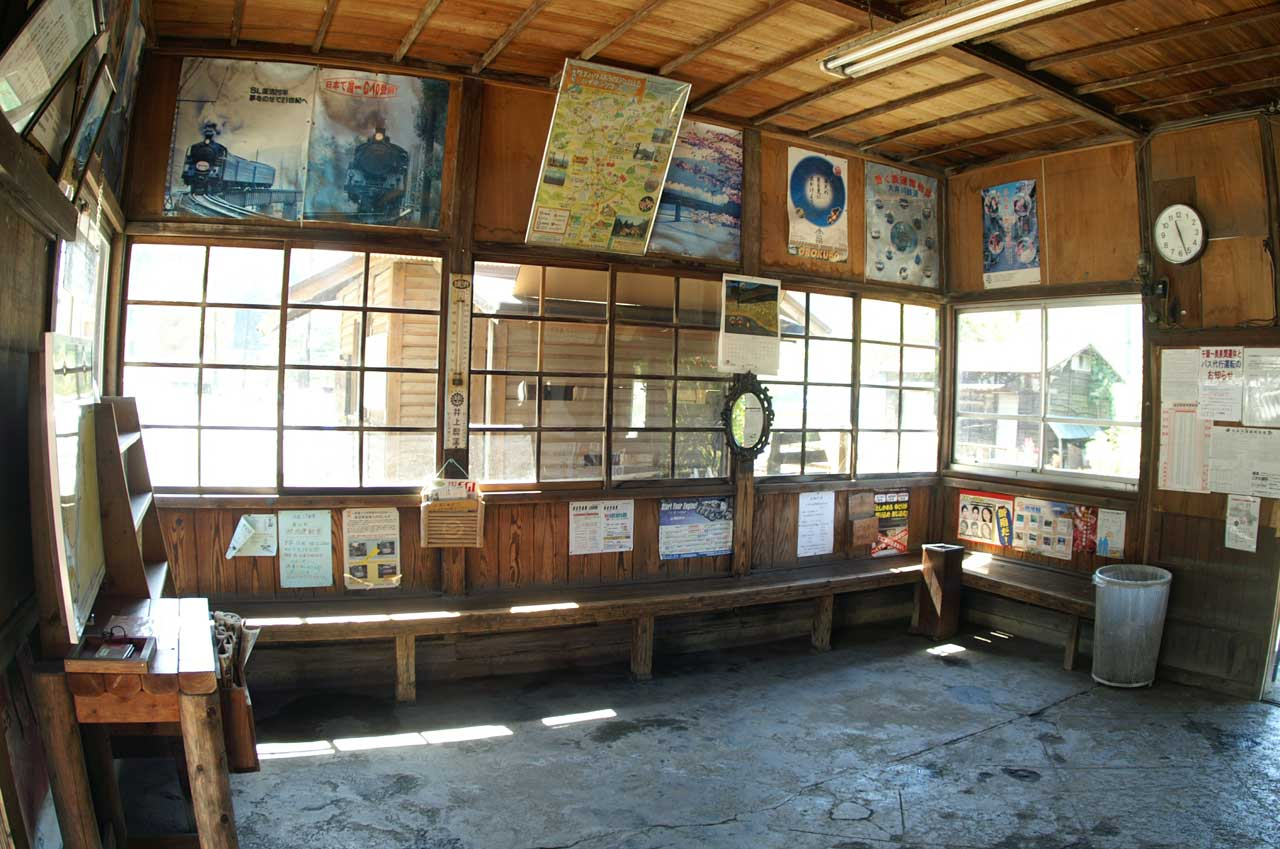
駅舎内部
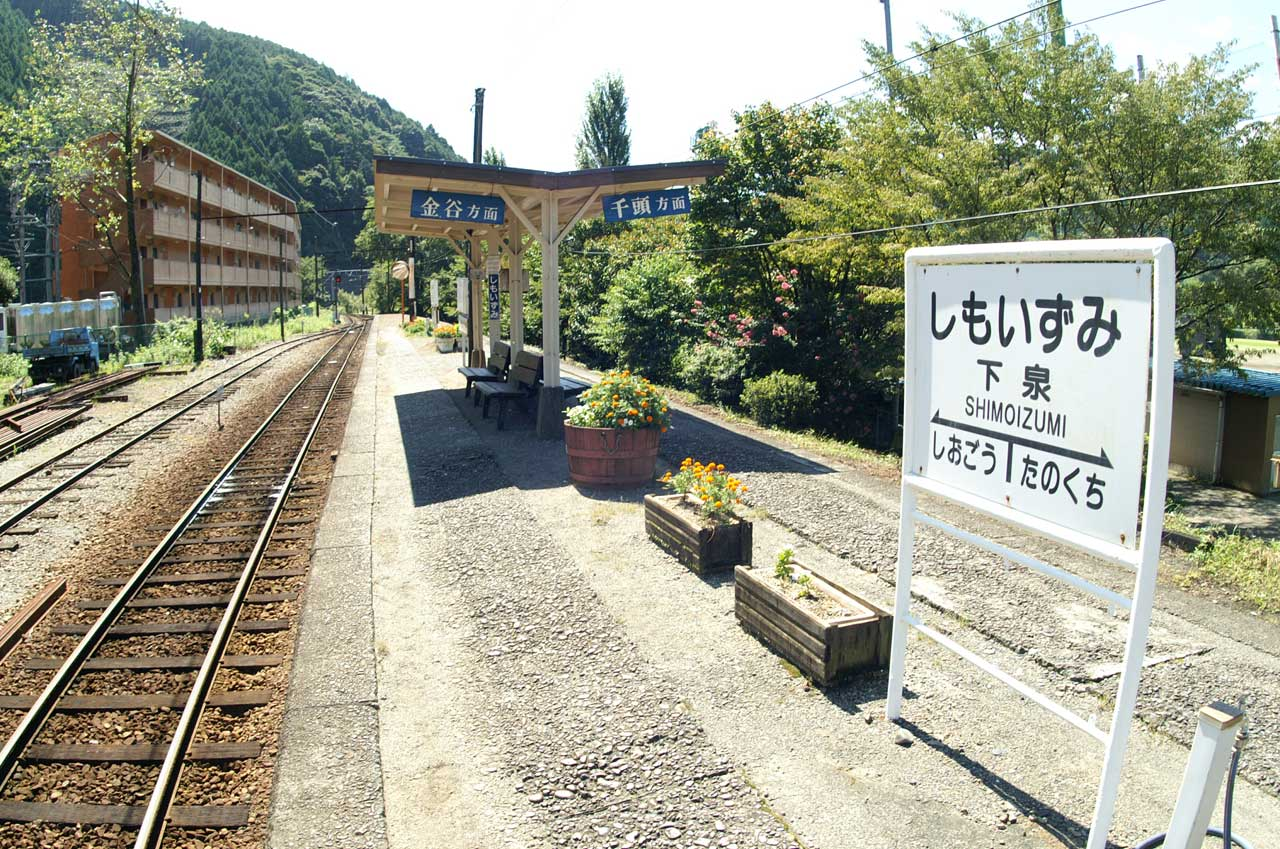
ホーム
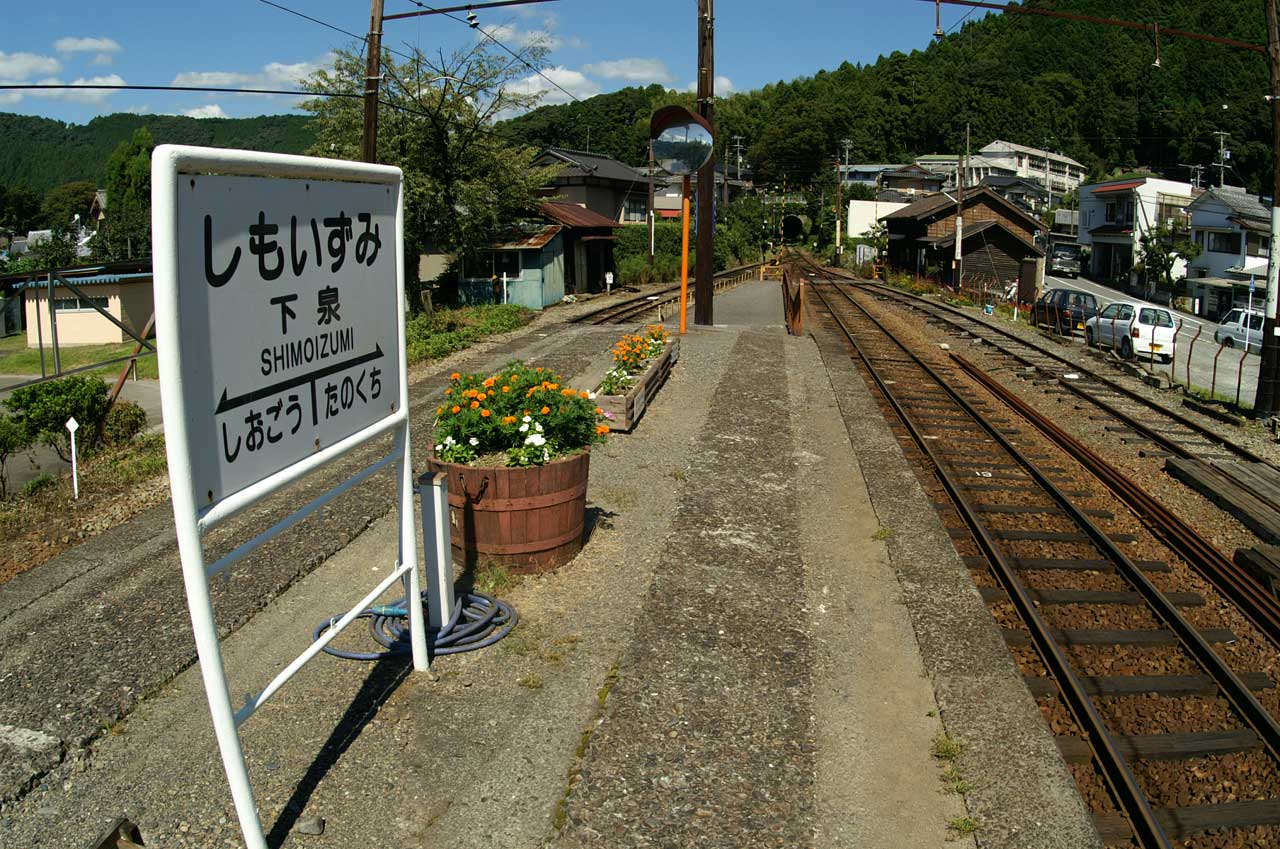
ホーム

## 利用状況
- 2007年度の1日平均乗車人員は57人（静岡県統計年鑑による）

## 駅周辺
- 大井川
- 川根本町営グラウンド
- 町立中川根南部小学校
- 静岡県道77号川根寸又峡線
- 静岡県道263号春野下泉停車場線
- 国道362号

### バス路線
川根本町営バス
- せせらぎ号
- やませみ号

## 隣の駅
大井川鐵道
■大井川本線
塩郷駅 - 下泉駅 - 田野口駅

## メディア
1993年秋に放映されたコーセー「ルシェリ」のCM撮影にて、当駅のホームが使用された。出演は唐沢寿明と瀬戸朝香。